# 銅メダル

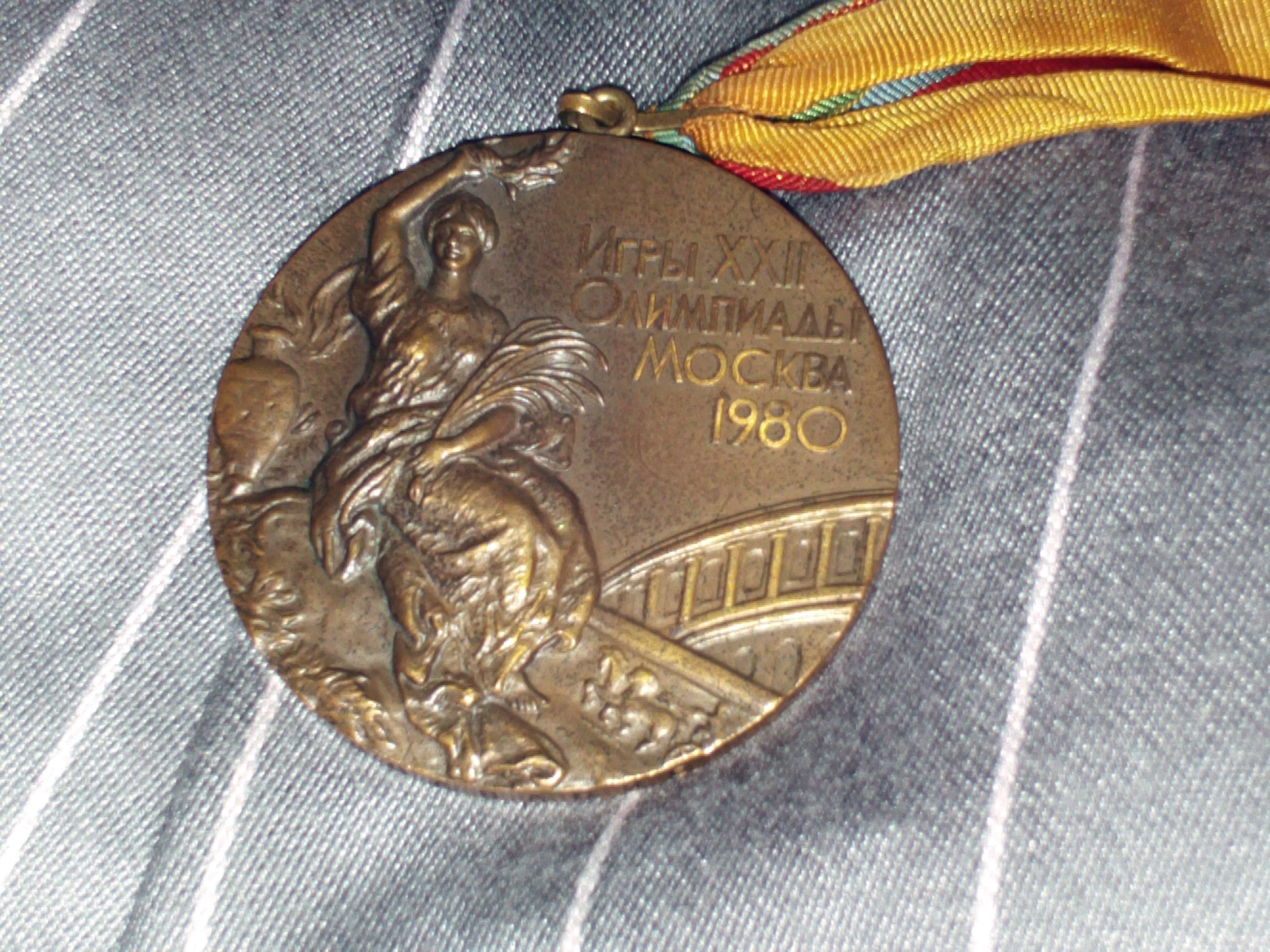
1980年モスクワオリンピックの銅メダル

銅メダル（どうメダル、英: Bronze medal）は、スポーツや音楽などの競技会・競演会（コンクール）において、各部門中、3番目の成績をあげた個人または団体に対し、その栄誉を称え授与される賞牌である。

## 概要
「銅メダル」というが、銅製であろうが青銅製であろうが等しく「銅像」というのと同様、日本語では銅製メダルも青銅製メダルも等しく「銅メダル」と呼ばれている。また、三等賞メダルの意味で用いられる銅メダルは、青銅ですらない場合もあり、銀・亜鉛・ニッケルの合金であったりする。コストの問題で、金合金の赤銅になることはめったにない。
第1回近代オリンピックにあたる1896年アテネオリンピックでは、優勝者に銀メダル、準優勝者に銅メダルが贈られ、3位入賞者にはメダルではなく賞状が贈られた。

## 特記事項
個人競技の大会では、レギュレーション上、2人に銅メダルが授与されるものがある。この場合、一方が剥奪されても繰り上げはない。
FIFAワールドカップでは4位チーム（3位決定戦敗退）にも銅メダルが授与されたことがある。ワールド・ベースボール・クラシックや日本の高校野球の春・夏の甲子園大会には銅メダルが無い。

## 三番の常連

### ブロンズコレクター
貴金属の社会的価値に準じた金・銀・銅（青銅）に象徴される順位付けにおける、「銅（青銅）」ばかりをコレクションしている者という意味で、「ブロンズコレクター（和製英語：bronze collector）」という表現もある。
「ブロコレ」という略語もあり、日本の競馬の分野ではよく使われている。この語は、競馬評論家・須田鷹雄が提唱し、漫画家よしだみほの連載漫画『馬なり1ハロン劇場』を通じて広まったとされる。